# Bocanegra
La moixina, bocanegra, gata moixa, gatvaire, caçó, gat de fonera o pristiu entre altres denominacions populars (Galeus melastomus) és una espècie de tauró relativament abundant a les costes dels Països Catalans. La seua carn és d'una qualitat molt dolenta. Tanmateix és una espècie amb interès comercial, puix que és emprat fresc, salat i assecat per al consum humà i per a produir cuir. Els exemplars que arriben a les llotges de peix han estat pelats prèviament pels pescadors. Es captura amb arrossegament i palangre de fondària.

## Morfologia
El mascle madura sexualment entre els 34 i 42 cm i arriba a fer 60 cm de longitud total. La femella madura entre els 39 i 45 cm i assoleix uns 90 cm de longitud màxima. Els exemplars mediterranis rarament depassen els 50 cm. Màxim pes: 1.370 g. Cos allargat i esvelt. Musell llarg, deprimit i més agut que en el gat i l'espursim. La mucosa bucal és negra i també ho és el peritoneu. Totes les dents tenen cúspides laterals accessòries, sempre relativament més grosses que a les espècies esmentades abans. Les vàlvules nasals són petites i estan amplament separades de la boca. Els ulls són el·líptics i relativament grossos. Hi ha un plec subocular que s'estén sota els 3/4 anteriors de l'ull. Sense membrana nictitant. Té cinc parells de fenedures branquials, el darrer sobre l'aleta pectoral. Les aletes dorsals són petites i subiguals. L'aleta caudal presenta una cresta de denticles dèrmics gruixuts, allargats i punxeguts per tot el marge superior, té el lòbul inferior molt poc marcat i el seu eix pràcticament coincideix amb l'eix general del cos. A més, i immediatament per sota d'aquella cresteta, a cada costat hi ha una estreta línia de pell sense escates. L'aleta anal té la vorera externa pràcticament rectilínia, i és molt allargada. La longitud de la seua base és superior a la distància que hi ha entre les dues dorsals. La coloració del dors i dels costats és marró clara tirant a groguenca, amb taques fosques rodones o rectangulars, que poden fusionar-se. La regió ventral és blanquinosa.

## Ecologia
Viu a tot el Mediterrani (raríssima a l'Adriàtic), i a les costes atlàntiques (des del nord de Noruega -Trondheim- i les illes Fèroe fins al Senegal). Viu en els fons tous i fangosos entre els 150 i 500 m de profunditat, tot i que ocasionalment se'l troba per sobre dels 55 m i per sota dels 1000 m. Prefereix els fons d'escamarlans i llúceres.
Ingereix principalment invertebrats de fons, com crustacis i cefalòpodes, i també petits peixos mesopelàgics i altres peixos cartilaginosos.
És ovípar. A la Mediterrània la fresa es produeix durant tot l'any, encara que amb més freqüència a l'estiu. Es pensa que pon de 2 a 4 ous, però s'han trobat 13 ous al mateix temps en l'oviducte d'una femella. L'ou és protegit per una ooteca còrnia que fa 6 cm de llarg per 3 cm d'ample, de color groguenc, sense llargs filaments i amb dos apèndixs curts a cada angle. Es desconeix la longitud total de les cries al naixement, però els individus nedadors més petits que s'han pogut examinar feien 9 cm.
Té hàbits nocturns.